# Liste der Naturdenkmale in Limbach-Oberfrohna
Die Liste der Naturdenkmale in Limbach-Oberfrohna nennt die Naturdenkmale in Limbach-Oberfrohna im sächsischen Landkreis Zwickau.

## Definition
„Naturdenkmäler sind rechtsverbindlich festgesetzte Einzelschöpfungen der Natur oder entsprechende Flächen bis zu fünf Hektar, deren besonderer Schutz erforderlich ist
1. aus wissenschaftlichen, naturgeschichtlichen oder landeskundlichen Gründen oder
2. wegen ihrer Seltenheit, Eigenart oder Schönheit.“

„§ 18 – Naturdenkmäler – (zu § 28 BNatSchG)
(1) Die Erklärung nach § 22 Abs. 1 BNatSchG von Teilen von Natur und Landschaft als Naturdenkmal erfolgt durch Rechtsverordnung oder Einzelanordnung.
(2) Über § 28 Abs. 1 BNatSchG hinaus können Naturdenkmäler zur Sicherung von Lebensgemeinschaften oder Lebensstätten von im Bestand gefährdeten oder streng geschützten Arten festgesetzt werden.“

## Liste
Diese Auflistung unterscheidet zwischen Flächennaturdenkmalen (FND) mit einer Fläche bis zu 5 ha (bei Verordnung nach DDR-Recht auch mehr) und Einzel-Naturdenkmalen (ND).
Link zu einem Kartenansichtstool, um Koordinaten zu setzen.
| Bild                          | Bezeichnung                                  | Lage                                                  | Beschreibung | Datum | Nummer       |
| ----------------------------- | -------------------------------------------- | ----------------------------------------------------- | --- | ----- | ------------ |
| BW                            | Bruchwald südwestlich Bräunsdorf             | Bräunsdorf (50° 52′ 1,1″ N, 12° 41′ 14,7″ O)          | FND. 13000 m² Fläche. Erlenwaldquellsumpf mit einem naturnahen, meist mäandrierenden Bachlauf. Es gibt große Bestände der Sumpfdotterblume. Im Südwesten ein Stieleichen-Birkenmischbestand. | 1993  | Z364.231.097 |
| BW                            | Trockenrasen I                               | Bräunsdorf (50° 51′ 51,9″ N, 12° 41′ 49,7″ O)         | FND. 4500 m² Fläche. Extensiv genutztes Grünland, ostexponierter Borstgrasrasen in steiler Hanglage, mit kleiner Gehölzgruppe. Trockenstandort mit Vorkommen gefährdeter Pflanzenarten und entomologischer Artenvielfalt. | 1993  | Z364.231.098 |
| BW                            | Trockenrasen II                              | Bräunsdorf (50° 52′ 0,9″ N, 12° 41′ 56,9″ O)          | FND. 7000 m² Fläche. Extensiv genutztes Grünland, südwestexponierter Borstgrasrasen in steiler Hanglage, mit anschließendem Stieleichen-Birkenmischwald. Trockenstandort mit Vorkommen gefährdeter Pflanzenarten und entomologischer Artenvielfalt.                                                                                             | 1993  | Z364.231.099 |
| mehr Fotos \| Fotos hochladen | Pfarrholz Bräunsdorf                         | Bräunsdorf (50° 51′ 49,9″ N, 12° 43′ 9,3″ O)          | FND. 23000 m² Fläche. Erlenwaldquellsumpf mit einem Vorkommen des Breitblättrigen Knabenkrautes und weiteren Beständen gefährdeter Sumpfpflanzen. | 1993  | Z364.231.100 |
| BW                            | Landschilfbestand am Tierpark                | Rußdorf, Limbach (50° 51′ 4,9″ N, 12° 45′ 16,6″ O)    | FND. 50000 m² Fläche. Großflächig mit Schilfröhricht bewachsene Wiesen im Limbacher Teichgebiet. Brutgebiet röhrichtbewohnender Vogelarten. Dazu eine artenreiche Nasswiese, ein Erlenbruch mit angrenzendem auf moorigen Boden wachsendem Weidengebüsch, ein kleiner Karpfenteich, mehrere Tümpel und der das Gebiet durchfließende Frohnbach. | 1993  | Z364.231.101 |
| BW                            | Großer Teich                                 | Limbach (50° 50′ 59,7″ N, 12° 45′ 50,6″ O)            | FND. 50000 m² Fläche. Seit alters her Fischzucht- und heute Naturbadeteich unmittelbar am Stadtrand. | 1993  | Z364.231.102 |
| mehr Fotos \| Fotos hochladen | Tetzners Fischteiche                         | Pleißa (50° 49′ 43″ N, 12° 45′ 7,4″ O)                | FND. 4500 m² Fläche. extensiv genutzte Kleinteiche, die südwestlich in Nasswiesenbereiche übergehen. Ausgeprägte Uferbegleit-, Schwimmblatt- und Unterwasservegetation. Fortpflanzungs- und Nahrungshabitat für Amphibien und Libellen. Brutplatz bedrohter Vogelarten.                                                                         | 1993  | Z364.231.103 |
| BW                            | Teiche im Pleißenbachgrund                   | Pleißa (50° 51′ 0″ N, 12° 47′ 1,6″ O)                 | FND. 48000 m² Fläche. Teiche in einer Wiesensenke, sowie der angrenzende Bach. Vorkommen gefährdeter Sumpf- und Wasserpflanzen. Bedeutsames Brut-, Rast- und Nahrungshabitat für Vögel. Fortpflanzungs- und Nahrungshabitat für Amphibien und Libellen.                                                                                         | 1993  | Z364.231.104 |
| BW                            | Ziegeleiteiche Kändler                       | Kändler (50° 51′ 46,5″ N, 12° 48′ 0,1″ O)             | FND. 15000 m² Fläche. Vier Teiche mit teils gut ausgeprägter Uferbegleit- und Schwimmblattvegetation und vereinzelten Schilf- und Rohrkolbenbeständen. Brutplatz bedrohter Vogelarten. Fortpflanzungs- und Nahrungshabitat für Amphibien und Libellen.                                                                                          | 1993  | Z364.231.105 |
| mehr Fotos \| Fotos hochladen | Steinbruch Kaufungen                         | Kaufungen (50° 53′ 59″ N, 12° 40′ 45,2″ O)            | FND. 33283 m² Fläche. Ehemaliges Granulit-Steinbruchgeländ mit seltenen Orchideenvorkommen (u. a. Breitblättriges Knabenkraut und Sumpf-Sitter). Eine Besonderheit sind drei steilstehende 0,5 bis 2 m mächtige Gänge mit Pegmatitausfüllung im Granulit des Bahneinschnittes.                                                                  | 2005  | Z364.231.109 |
| mehr Fotos \| Fotos hochladen | Feldflurreservat I                           | Bräunsdorf (50° 52′ 11,9″ N, 12° 43′ 31,9″ O)         | FND. 48470 m² Fläche. Mosaik aus vielfältigen Biotopstrukturen mit hoher Bedeutung für die Biotopvernetzung. | 2000  | Z364.231.112 |
| mehr Fotos \| Fotos hochladen | Feldflurreservat II                          | Oberfrohna (50° 52′ 16,4″ N, 12° 43′ 46,2″ O)         | FND. 43773 m² Fläche. Mosaik aus vielfältigen Biotopstrukturen mit hoher Bedeutung für die Biotopvernetzung. | 2000  | Z364.231.113 |
| BW                            | Feuchtwiesenrenaturierungsfläche Lohteichtal | Limbach (50° 50′ 41″ N, 12° 45′ 30,6″ O)              | FND. 44592 m² Fläche. In der offenen Feldflur zwischen intensiv fischereiwirtschaftlich genutzter Teichanlage und dem ehemaligen Trinkwasserschutzgebiet. | 2000  | Z364.231.114 |
| BW                            | Auenbruchwald Mühlbachtal Hoher Hain         | Oberfrohna (50° 52′ 35,7″ N, 12° 46′ 5,8″ O)          | FND. 3,75 ha Fläche. Seit über 50 Jahren kaum forstwirtschaftlich gestörtes Auwald-Bachtälchen. Vorkommen von mindestens 8 Fledermausarten. | 1964  | Z364.231.120 |
| mehr Fotos \| Fotos hochladen | Galgen-Linde                                 | Bräunsdorf (50° 52′ 50,7″ N, 12° 42′ 15,2″ O)         | Winterlinde an der ehemaligen Richtstätte auf der Höhe zwischen Bräunsdorf und Kaufungen. | 1958  |              |
| BW                            | Ginkgo                                       | Limbach (50° 51′ 19,8″ N, 12° 46′ 19,5″ O)            | Standort in einem Villengrundstück an der Pleißaer Straße. | 1958  |              |
| BW                            | Eibe                                         | Limbach-Oberfrohna (50° 51′ 28,2″ N, 12° 46′ 1,9″ O)  | Standort am südwestlichen Ende des Rathauses. | 1958  |              |
| BW                            | Blutbuche                                    | Limbach-Oberfrohna (50° 51′ 26,6″ N, 12° 45′ 55,8″ O) | Standort direkt am Marktplatz. Der Baum wurde 2016 gefällt. | 1958  |              |
| BW                            | Krankenhaus-Eiche                            | Limbach-Oberfrohna (50° 51′ 19,9″ N, 12° 46′ 26,8″ O) | Stieleiche im Krankenhausgelände an der Pleißaer Straße. | 1958  |              |
| mehr Fotos \| Fotos hochladen | Hanneloren-Eiche                             | Limbach (50° 51′ 48,8″ N, 12° 46′ 25″ O)              | Im Jahr 1992 auf 400 Jahre geschätzte alte Stieleiche am Friesenweg in Limbach. Der Baum hatte 2017 einen gemessenen Umfang von 5,95 m und war 22 m hoch. | 1958  |              |
| mehr Fotos \| Fotos hochladen | Bismarck-Eiche                               | Oberfrohna (50° 51′ 48,5″ N, 12° 44′ 22,2″ O)         | 1885 gepflanzte Stieleiche. | 1958  |              |
| BW                            | Kranich-Linde                                | Wolkenburg (50° 54′ 13,8″ N, 12° 40′ 14,4″ O)         | Winterlinde hinter dem Wolkenburger Friedhof, Am Schlossberg. | 1956  |              |